# Leucopogon lavarackii
Leucopogon lavarackii är en ljungväxtart som beskrevs av L. Pedley. Leucopogon lavarackii ingår i släktet Leucopogon och familjen ljungväxter. Inga underarter finns listade i Catalogue of Life.